# ズンビ・ドス・パルマーレス

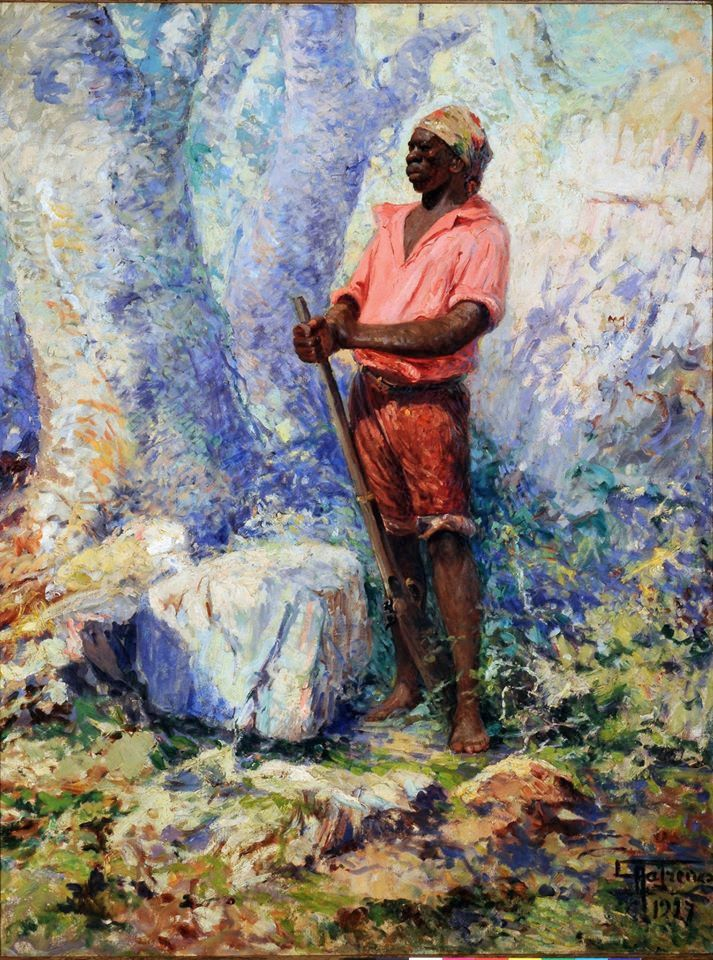
ズンビ・ドス・パルマーレス

ズンビまたはズンビ・ドス・パルマーレス（Zumbi dos Palmares、1655年? - 1695年11月20日）は、17世紀のブラジルでマルーン（逃亡奴隷）たちが興したキロンボ（逃亡奴隷集落、共同体）の中で最大規模だった「キロンボ・ドス・パルマーレス」（ポルトガル語: Quilombo dos Palmares）の最後のリーダー。先代リーダーであるガンガ・ズンバの甥にあたる。檀原照和によれば、養子という。
1695年、ドミンゴス・ジョルジ・ヴェーリョによって率いられたポルトガル軍の攻撃（パルマーレスの戦い（Guerra dos Palmares））によってパルマーレスは消滅した。ズンビは部下の裏切りにより捕えられて斬首刑に処され、レシーフェの街の広場に遺体は晒し者にされた。ズンビは仲間から｢不死のズンビ｣と呼ばれており、不死を恐れたポルトガル兵はズンビの首を槍に掛け、宴会を催したとされる。
命日の11月20日を、「黒人意識の日」として祝日に定める自治体も多い。
1999年には、ブラジル・マセイオの「カンポ・ドス・パルパレス空港」が、「ズンビ・ドス・パルマーレス空港」（en）と改名された。
　檀原によれば、1677年、アラゴアス州マセイオ付近のパウマーレスで生まれ、奴隷商人の手にかかり、ペルナンブーコ州の司祭に引き渡された。その後、人格者である司祭によって、フランシスコと命名され、ポルトガル語、ラテン語の読み書きやキリスト教の学習を受ける。15歳で古郷へ返され、ガンガ・ズンバの子となり、このキロンボのリーダーを務め、24回ほど政府軍の攻撃をしのいだが、1694年、疲弊したキロンボあるいはモカンボから脱出せざるを得なくなり、翌1695年11月20日、絶壁から同志20名とともに身を投げる。
　また檀原は、ガンガ・ズンバ、あるいはズンビという名称は、コンゴで伝えられ、アフリカ中央部から西部にかけて同系の語が広く分布している「Nzumbi」という、神あるいは霊的なもの全般を指す語が基である可能性を示唆している。